# Sânmartin (Bihor)
Sânmartin (Hongaars: Váradszentmárton) is een dorp en gemeente in het district Bihor in de landstreek Transsylvanië in Roemenië.
De gemeente is direct gelegen ten zuiden van Oradea. Oradea wil de gemeente graag annexeren en heeft hiertoe al tweemaal een referendum gehouden. De Hongaren in Oradea boycotten de referenda omdat het aandeel van de Hongaren in de nieuwe gemeente zou dalen van 27% naar 22%. Hiermee komt de 20%-grens gevaarlijk dichtbij en zouden de Hongaren in de toekomst de rechten die deze grens geeft aan minderheden kwijtraken.

## Dorpen in de gemeente
De gemeente bestaat uit de volgende zes dorpen: Betfia (Betfia), Cihei (Váradcsehi), Cordău (Kardó), Haieu (Hájó), Rontău (Rontó) en Sânmartin.

## Bevolkingssamenstelling
De gemeente groeit sterk als gevolg van de suburbanisatie vanuit Oradea en had in 2011 9.572 inwoners, in 2002 waren dit er 7.924. 
Etnisch is de gemeente sterk Roemeenstalig met een Hongaarse minderheid van 350	personen en een Roma minderheid van 689 personen.